# Kaple svatých Andělů Strážných (Sušice)
Římskokatolická kaple svatých Andělů Strážných (někdy též svatého Anděla Strážce) v Sušici, lidově zvaná Andělíček, je dominantou města Sušice. Nalézá se 85 metrů nad městem na vrchu Stráž (551 m n. m.).
Nechal ji postavit Ladislav z Bíliny, kvardián sušického kapucínského kláštera, v roce 1682 (podle některých zdrojů už v roce 1681) za přispění Alžběty Meřkové a Polyxeny Weissenregnerové. K jeho založení se váže pověst, podle níž se na tomto místě obtočil malému dítěti okolo nohy had, poté se však k němu naklonil anděl a had zmizel. Po dokončení stavby byla dne 3. srpna 1683 kaple vysvěcena pražským pomocným biskupem Janem Ignácem Dlouhoveským.
V roce 1735 byla okolo kaple vystavěna křížová chodba s vnitřními arkádami téměř čtvercového půdorysu (s délkou vnější strany cca 25 metrů), která kapli zcela obklopuje, se čtyřmi menšími kapličkami v rozích a třemi branami (jednou velkou a dvěma menšími) vždy ve středu příslušné strany:
- západní s výhledem na město
- jižní na konci pěší cesty od města
- severní od volného prostranství, jehož část dnes zabírá parkoviště pro návštěvníky

Rohové kapličky jsou zasvěceny Panně Marii Staroboleslavské, sv. Janu Nepomuckému, sv. Floriánu a sv. Marii Magdaleně.
V rámci josefínských reforem byla kaple v roce 1791 uzavřena a obrazy přeneseny do kostela sv. Václava v Sušici. Na naléhání města Sušice a sušického děkana však došlo 1. května 1799 k jejímu znovuotevření, při němž byl obraz Anděla strážce v průvodu přenesen zpět.
Drobnější opravy a úpravy stavby proběhly v letech 1848, 1873, 1882, a 1994 (podle některých zdrojů až v letech 1995 až 1996). Velká oprava ve spolupráci s Karlem Pecánkem se uskutečnila v letech 1935 až 1936, kdy byla původní středová kaple zcela zbořena a na jejím místě postavena nová, větší. Stavební práce byly dokončeny 23. srpna 1936 a slavnostní vysvěcení a znovuotevření se konalo 6. září 1936 za účasti pražského arcibiskupa Kašpara. 
Kaple se stala hlavní inspirací pro podobu Pecánkova projektu barokní vily s mansardovou střechou manželů Skalových, jejichž pozemky se nacházely pod kopcem na druhém břehu řeky.
Kaple je otevřena pouze při bohoslužbách, které se zde konají jednou týdně od začátku června do konce srpna (ve čtvrtek od 18.00 hod.), a pak při Sušické pouti začátkem září.
Na vrch Stráž ke kapli vede od roku 2010 Křížová cesta.

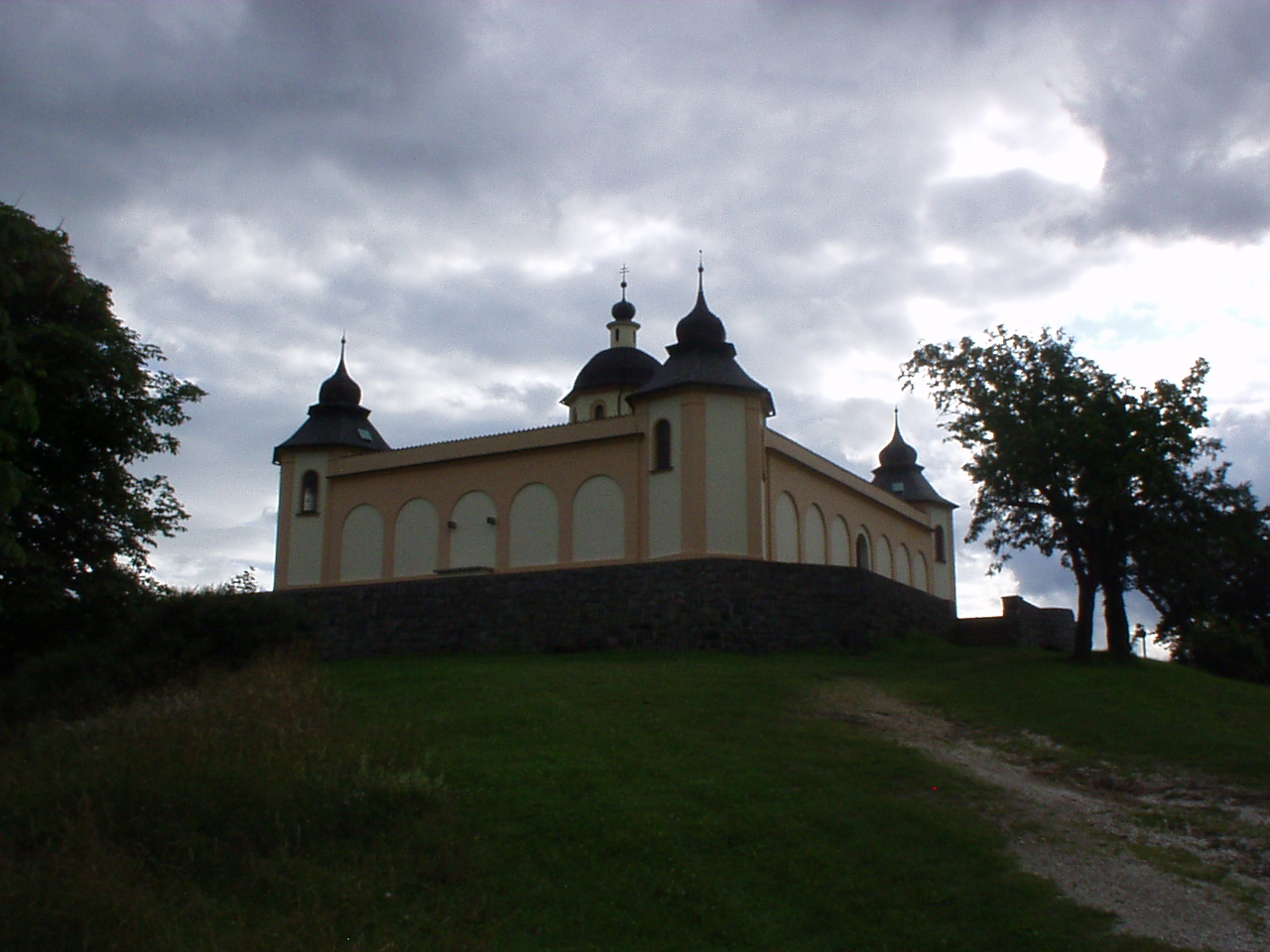
Pohled na kapli od severovýchodu
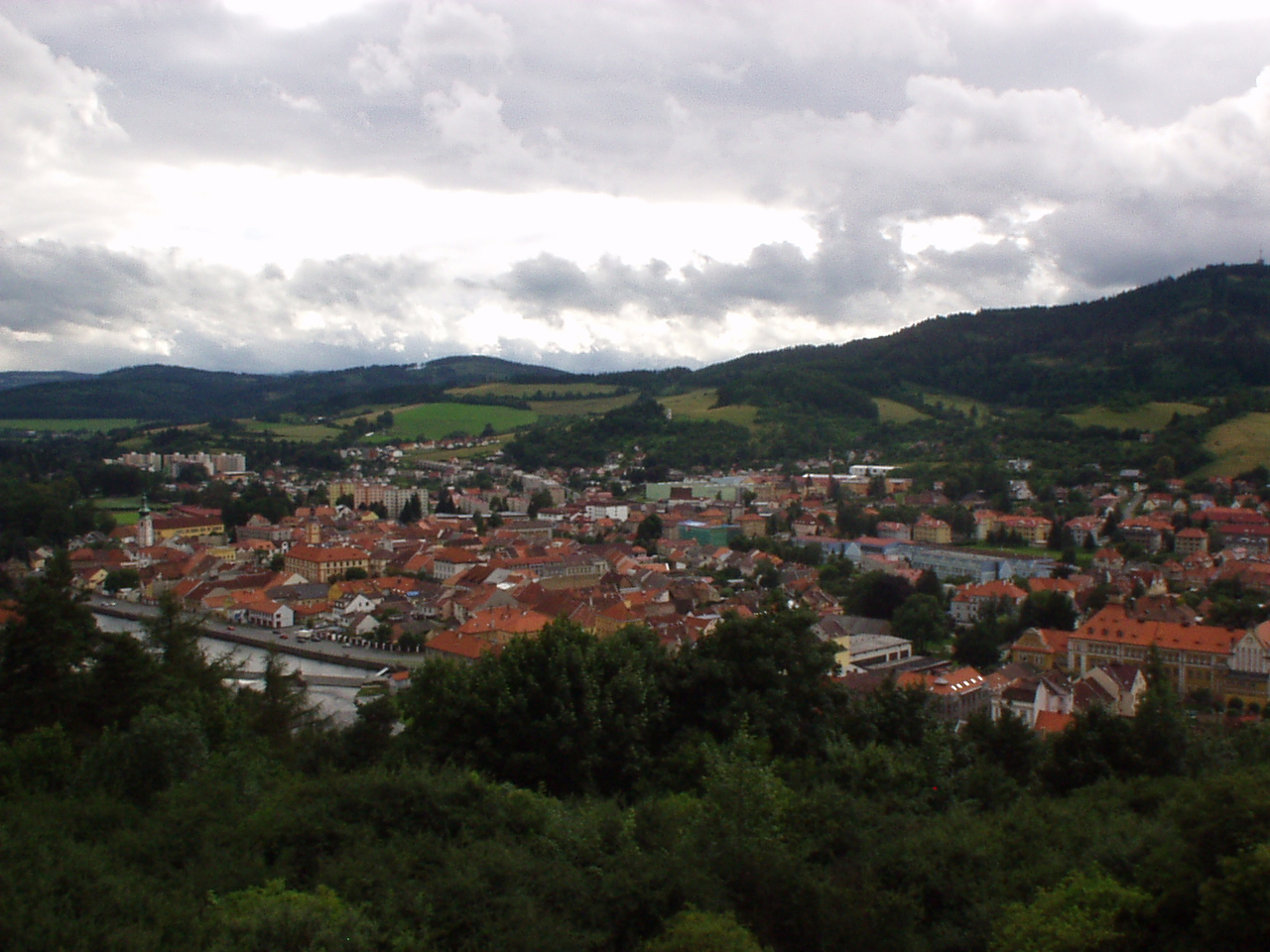
Pohled od kaple na město Sušice
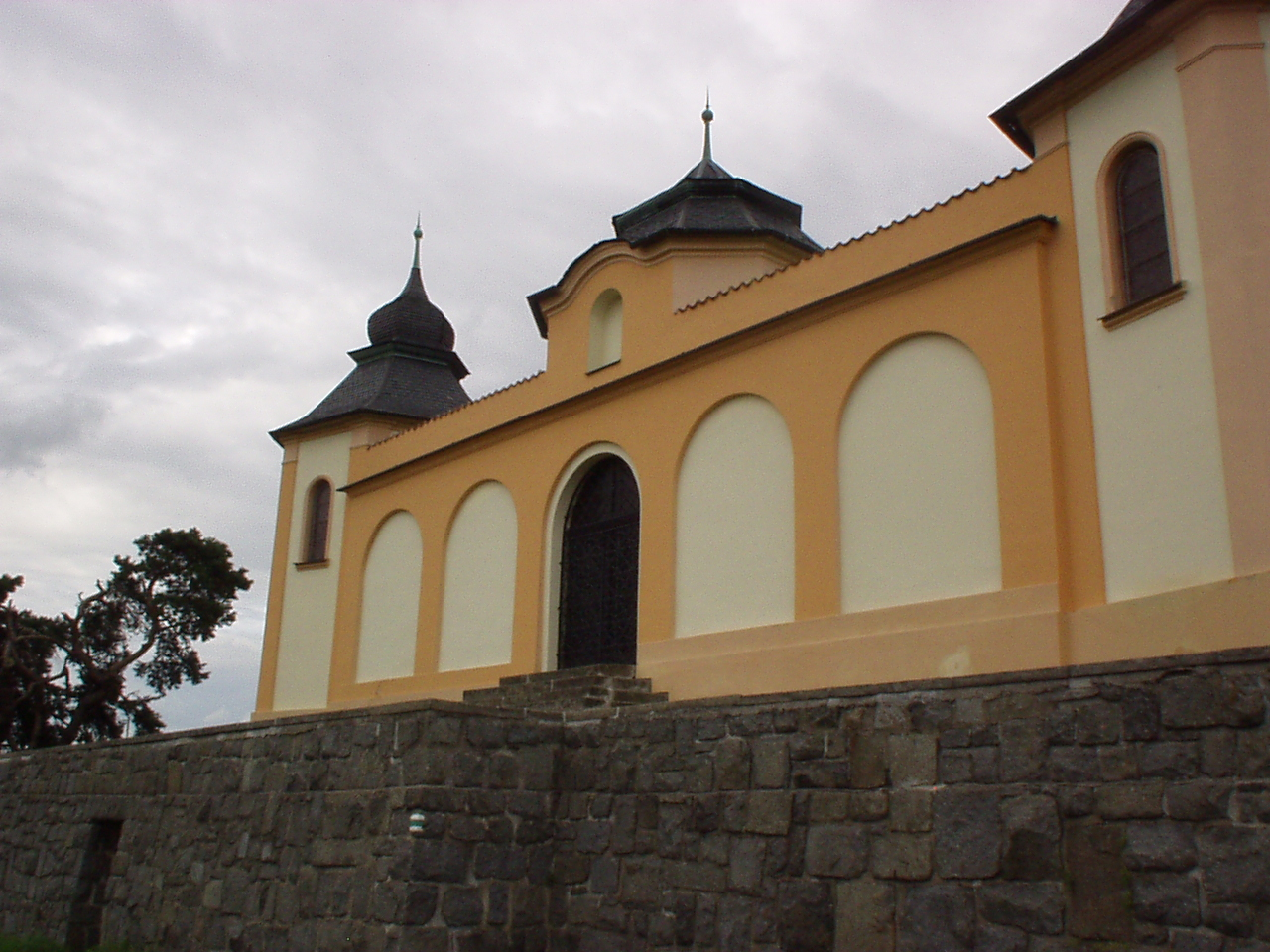
Západní brána
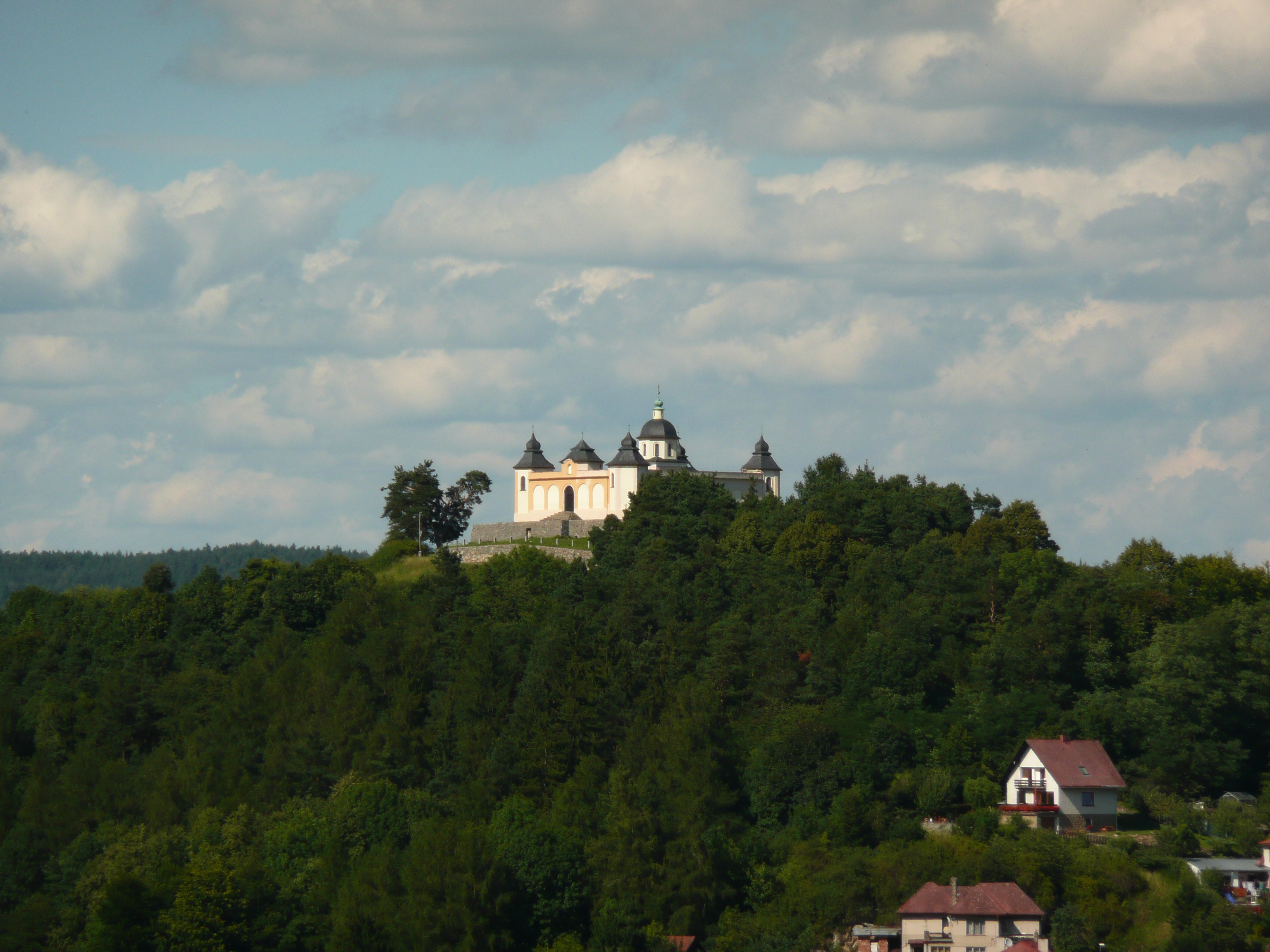
Kaple svatých Andělů Strážných, pohled z úbočí Žižkova vrchu